# Ulm
Ulm es una ciudad alemana del estado de Baden-Wurtemberg. Está ubicada a orillas del Danubio, río que la separa de Neu-Ulm, perteneciente al estado de Baviera. Es conocida por la iglesia mayor de Ulm, una iglesia protestante de estilo gótico con la torre de iglesia más alta del mundo (161,53 metros), así como por su ciudad universitaria y por haber sido la ciudad natal de Albert Einstein.

## Geografía
Ulm está situada en el punto donde los ríos Iller y Blau se juntan con el Danubio. La ciudad de Ulm se encuentra a una altitud de 479 m sobre el nivel del mar (punto de medición: Ayuntamiento). El conglomerado está distribuido en una amplitud geográfica y va desde 459 m sobre el nivel del mar (a orillas del Danubio) a 646 m sobre el nivel del mar (en el bosque de hoja Steiner). El centro histórico de la ciudad está situado a unos dos kilómetros más adelante (este) de la confluencia de los ríos Iller y Blau en el Danubio. La ciudad está situada en el extremo sur de la Ulmer Alb (parte de la Flächenalb media) y la meseta del antiguo Valle de los Urdonau (azul, Oh y Schmiechtal) al sur del mismo por separado, denominado "Hochstrass". Stuttgart queda al oeste y Augsburgo y Múnich, al este.

## Historia

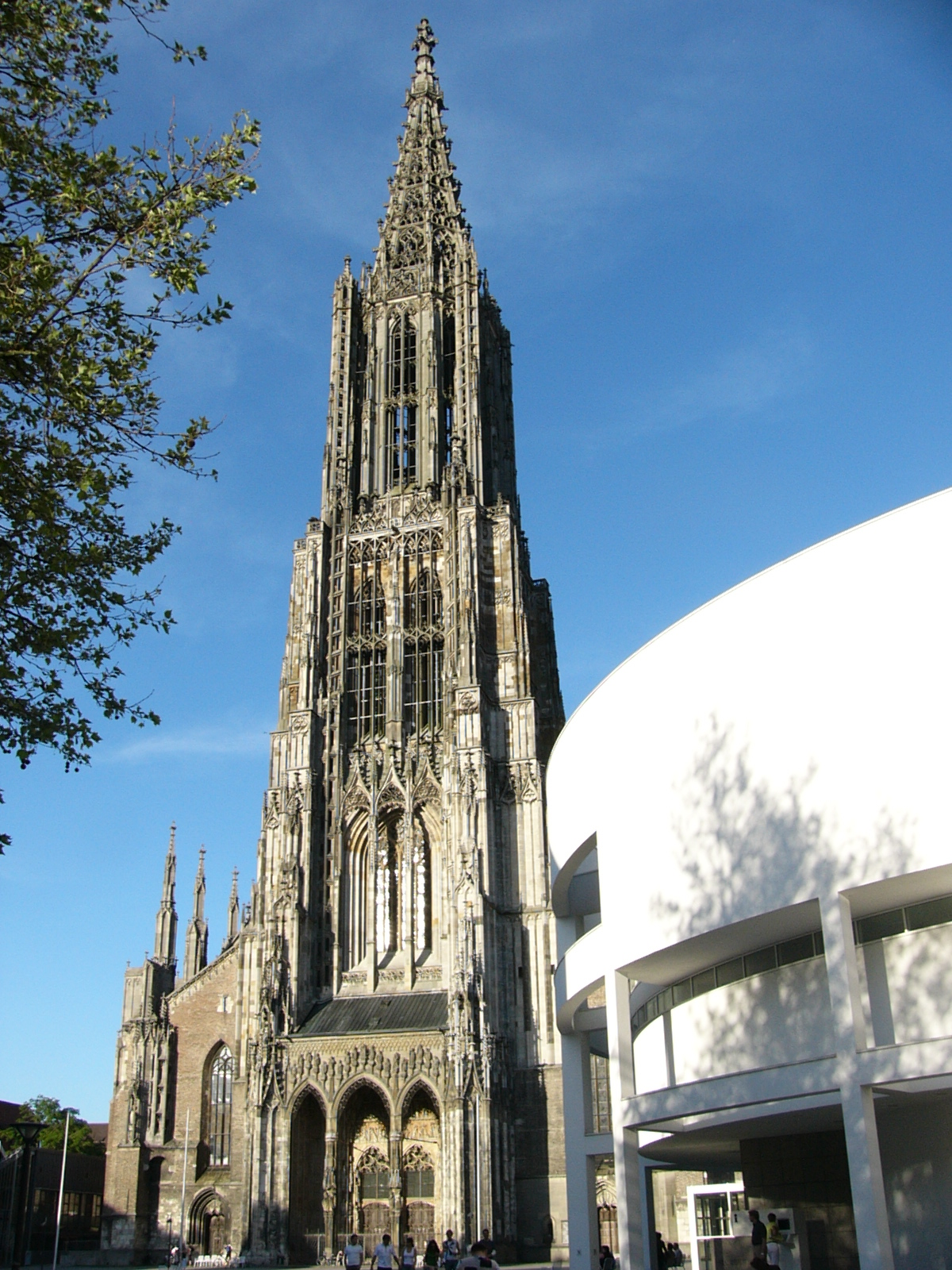
La catedral de Ulm es la más alta del mundo

A Ulm se la menciona por primera vez en 854, y fue declarada ciudad por Federico I Barbarroja en 1164. Ulm floreció durante el siglo XVI debido fundamentalmente a la exportación textil. Estos siglos representan el cénit del arte en Ulm, especialmente para pintores y escultores.
A principios del siglo XVI era, después de Núremberg, la Ciudad imperial libre más extensa. Incluía además Geislingen an der Steige y Leipheim. En 1531 adoptó la Reforma protestante, siendo ocupada por las tropas de Carlos I durante la guerra de Esmalcalda en 1546.
Durante la campaña de 1805, Napoleón consiguió encerrar al ejército austriaco del general Mack y lo forzó a rendirse en la batalla de Ulm. Ese mismo año es anexionada por el Electorado de Baviera y cinco años después pasa al Reino de Wurtemberg.
La ciudad fue severamente destruida en 1944 por los bombardeos de la RAF. Se reconstruyó en un estilo más moderno entre los años 1950 y 1960.
En 1953 se fundó en la ciudad la Hochschule für Gestaltung, conocida en el ámbito hispanohablante como Escuela de Ulm, de la mano de Inge Aicher-Scholl, Otl Aicher y Max Bill. Buscando innovación y cambio en el mundo académico, se pusieron en práctica nuevos enfoques en el campo del diseño, especializándose en departamentos de comunicación visual, diseño industrial, construcción, informática y cinematografía.

## Historia geográfica

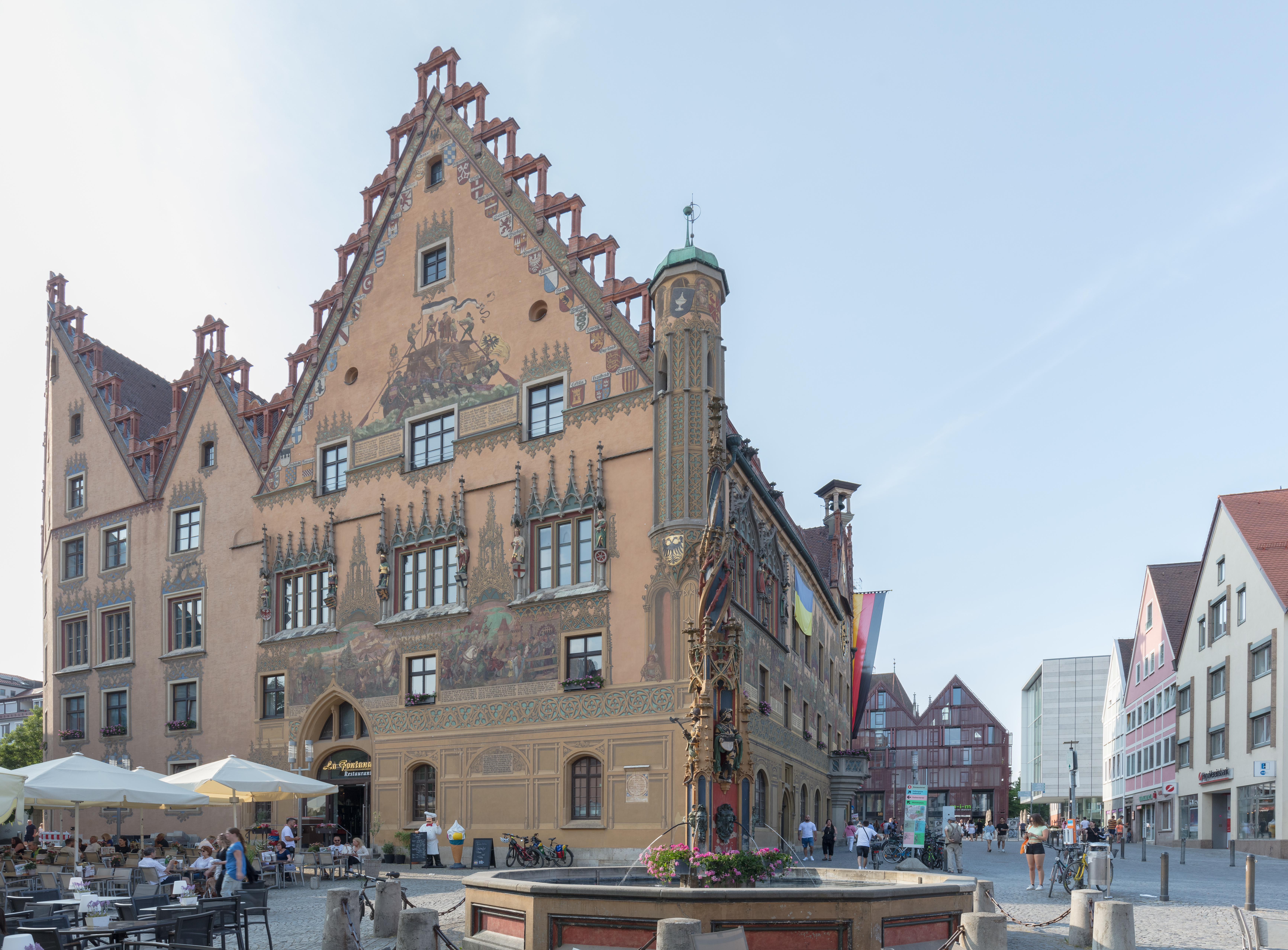
Ayuntamiento de Ulm.

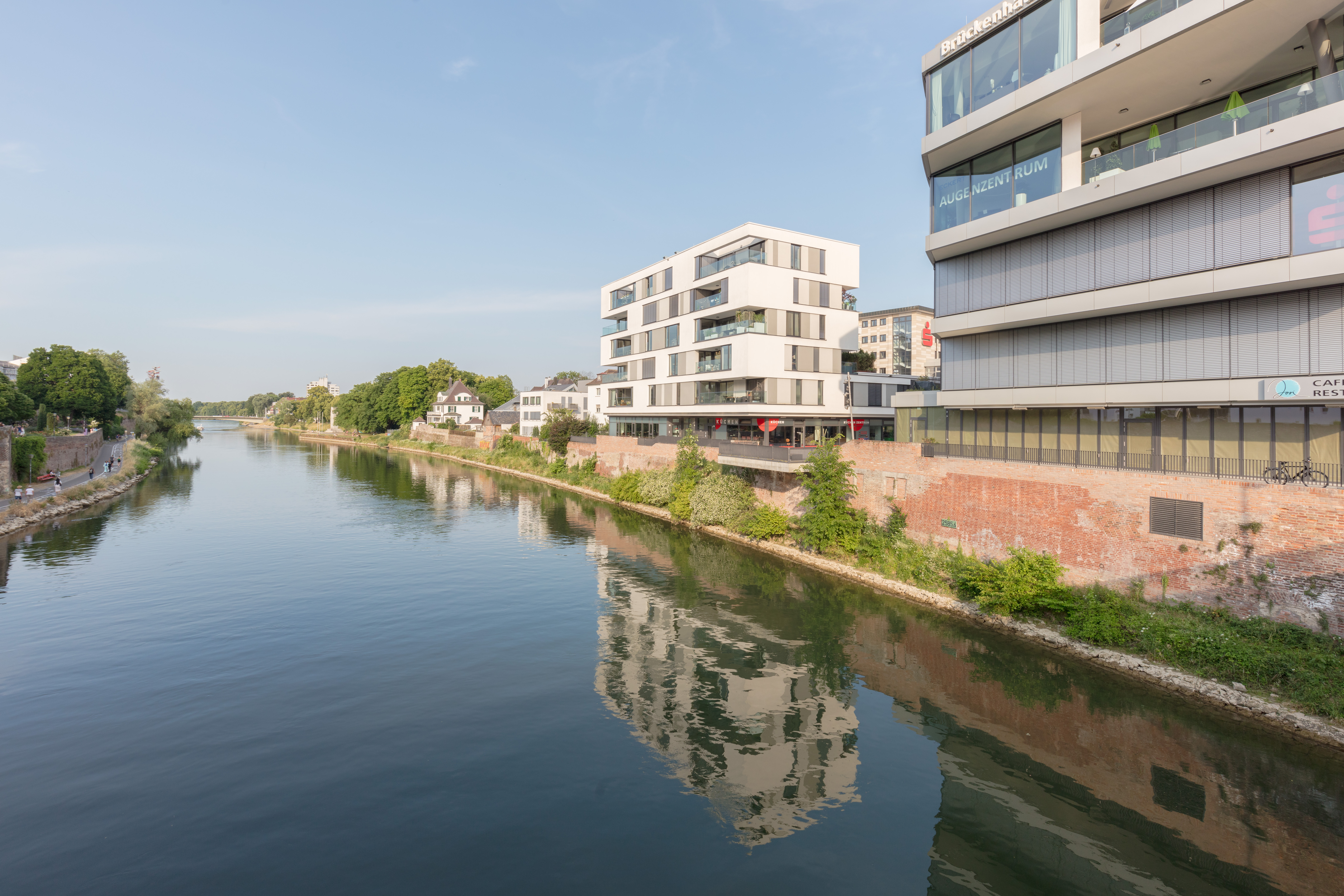
El Danubio a su paso por Ulm.

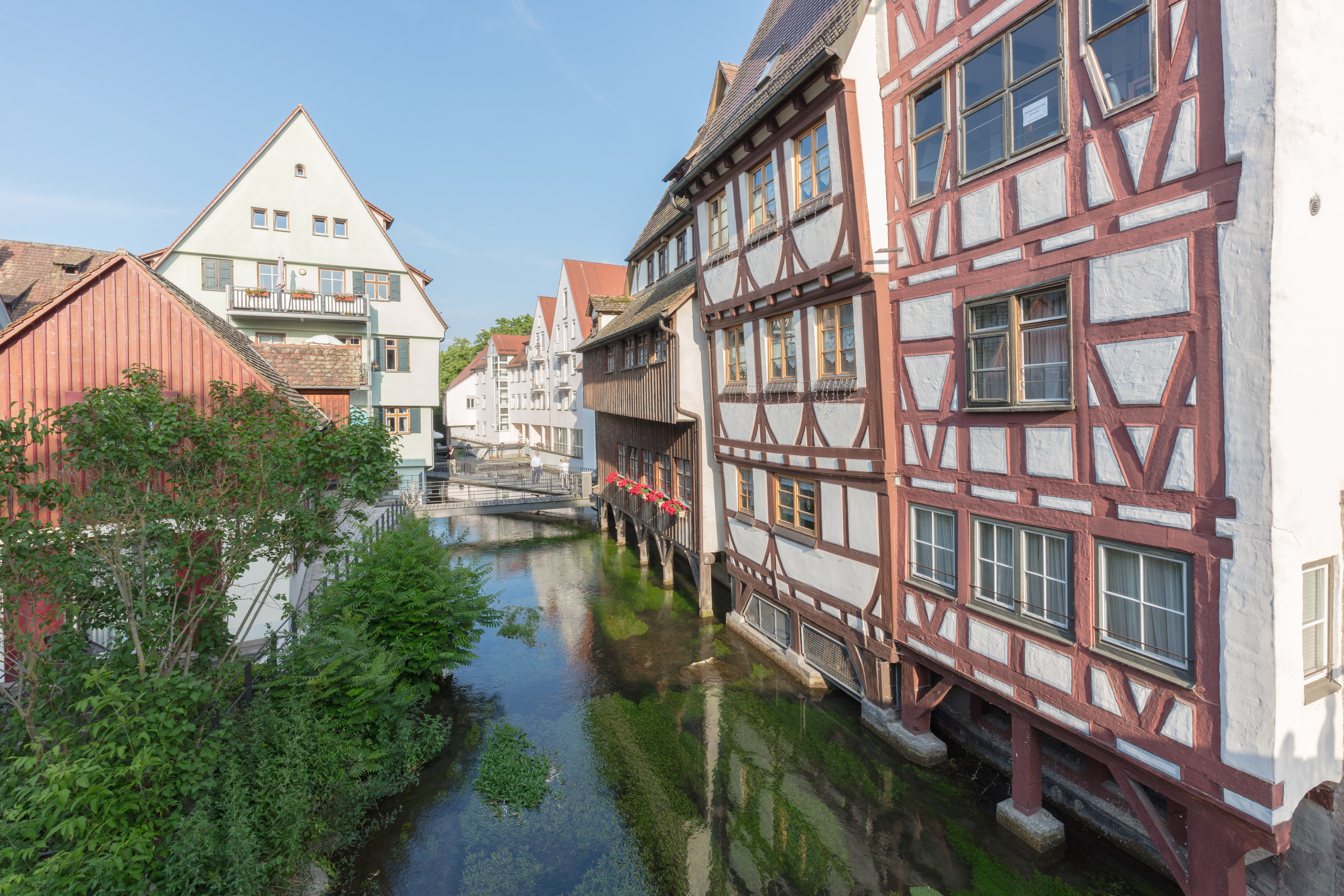
"Barrio de los Pescadores" de Ulm.

Numerosos hallazgos prehistóricos de importancia internacional de casi todos los períodos de la prehistoria y la historia temprana en las proximidades de Ulm señalaron que la zona de Ulm ya en época prerromana era la intersección de varias redes importantes de transporte a nivel nacional y establecimiento de las rutas comerciales.
En 1803 dejó de ser una Ciudad Libre Imperial y fue absorbida por Baviera. Durante la batalla de Ulm de 1805, en el marco de las guerras napoleónicas, el ejército francés hizo una emboscada a la invasión de la armada austríaca en manos del general Mack en Ulm forzando su retirada. En 1810 Ulm fue incorporada en el Reino de Wurtemberg, perteneciente a la Confederación del Rin.
En 1938, de nuevo pasó a ser una ciudad libre o Stadtkreis, lo que significa que no pertenece a ninguno de los distritos rurales del entorno formando uno de tipo urbano.

## Economía
Ulm es un lugar de importancia para empresas del sector electrónica como Nokia Networks y del sector armamentista como EADS. El sector automotor también tiene centros de trabajo y desarrollo en Ulm. Empresas como Daimler AG, Audi AG y BMW tienen instalaciones en el área noroccidental de la ciudad llamada Eselsberg, un área donde se asientan también clínicas de la Universidad de Ulm o el Hospital Militar, entre otros. También había sido sede de una importante Escuela de Diseño bajo el nombre de la misma ciudad (Escuela superior de proyectación o escuela de Ulm).

## Clima
En el dialecto de la ciudad, Ulm es la «capital del imperio de niebla». Las estadísticas muestran que, sin embargo, en Ulm, Friburgo y Múnich el sol aparece menos de 1698 horas en la etapa de mayor duración. Ulm es, según un estudio, la ciudad de Alemania más saludable, ofrece a sus ciudadanos las mejores condiciones de vida usando los siguientes criterios: contaminación atmosférica, atención de salud, situación social y económica, instalaciones deportivas y número de lugares de cría.[cita requerida]
En contraste, los valores de la media de las precipitaciones se encuentran en la media alemana, 745 mm promedio de las precipitaciones y una temperatura promedio de 8 °C durante el año (1971 a 2000), ya que la ciudad no se encuentra en un contexto de clima templado. Las inundaciones en Ulm por lo general suelen convertirse en un grave problema ya que los dos ríos, el Danubio y Iller, se desbordan y llega a haber una fusión entre sus aguas.

## Deportes
La ciudad acoge al club de fútbol SSV Ulm Fußball, que a partir de la temporada 2024-25, competirá en la 2. Bundesliga, la segunda división del fútbol alemán,  tras haber ascendido. Sus partidos de local los juega en el Estadio Donaustadion, cuyo aforo es de 19.500 espectadores.